# Ali Muddat ibn al-Husayn

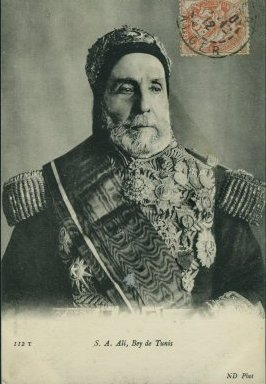
Ali III

Alí III ibn al-Hussayn o Alí Muddat ibn al-Hussayn (àrab: أبو الحسن علي باشا باي بن الحسين, Abū al-Ḥusayn ʿAlī Bāxā Bāy b. al-Ḥusayn) (Tunis, 14 d'agost de 1817 - La Marsa, 11 de juny de 1902) fou bei de Tunis, de la dinastia husaynita de Tunísia, de 1882 a 1902. Era fill d'al-Hussayn II ibn Mahmud.
Fou declarat príncep hereu el 23 d'agost de 1863 al morir l'hereu, el seu germà Abu Muhammad Hammuda Bey i el mateix dia va rebre el grau de general de divisió de l'exèrcit otomà. Va succeir al seu germà Muhammad III al-Sadik quan aquest va morir el 28 d'octubre de 1882. El mateix dia fou nomenat mariscal de camp de l'exèrcit otomà. Va nomenar Aziz Buattour com a Gran Visir l'octubre de 1882.
Va signar amb Paul Cambon, representant francès, la convenció de la Marsa, el 8 de juny de 1883, que va establir de facto el protectorat, i en la que va renunciar als seus poders sobirans però conservant l'autoritat nominal. En endavant els beys ja no van gaudir de poder efectiu.
Ali Mudat va morir l'11 de juny de 1902, i el va succeir el seu fill Muhammad IV al-Hadi.